# Черчивенто
Черчивенто (итал. Cercivento) је насеље у Италији у округу Удине, региону Фурланија-Јулијска крајина.
Према процени из 2011. у насељу је живело 637 становника. Насеље се налази на надморској висини од 597 м.

## Становништво
Према резултатима пописа становништва 2011. у општини је живело 696 становника.
| 1936. | 1951. | 1961. | 1971. | 1981. | 1991. | 2001. | 2011. |
| ----- | ----- | ----- | ----- | ----- | ----- | ----- | ----- |
| 1.198 | 1.220 | 1.132 | 982   | 922   | 817   | 771   | 696   |